# Pinar Atalay

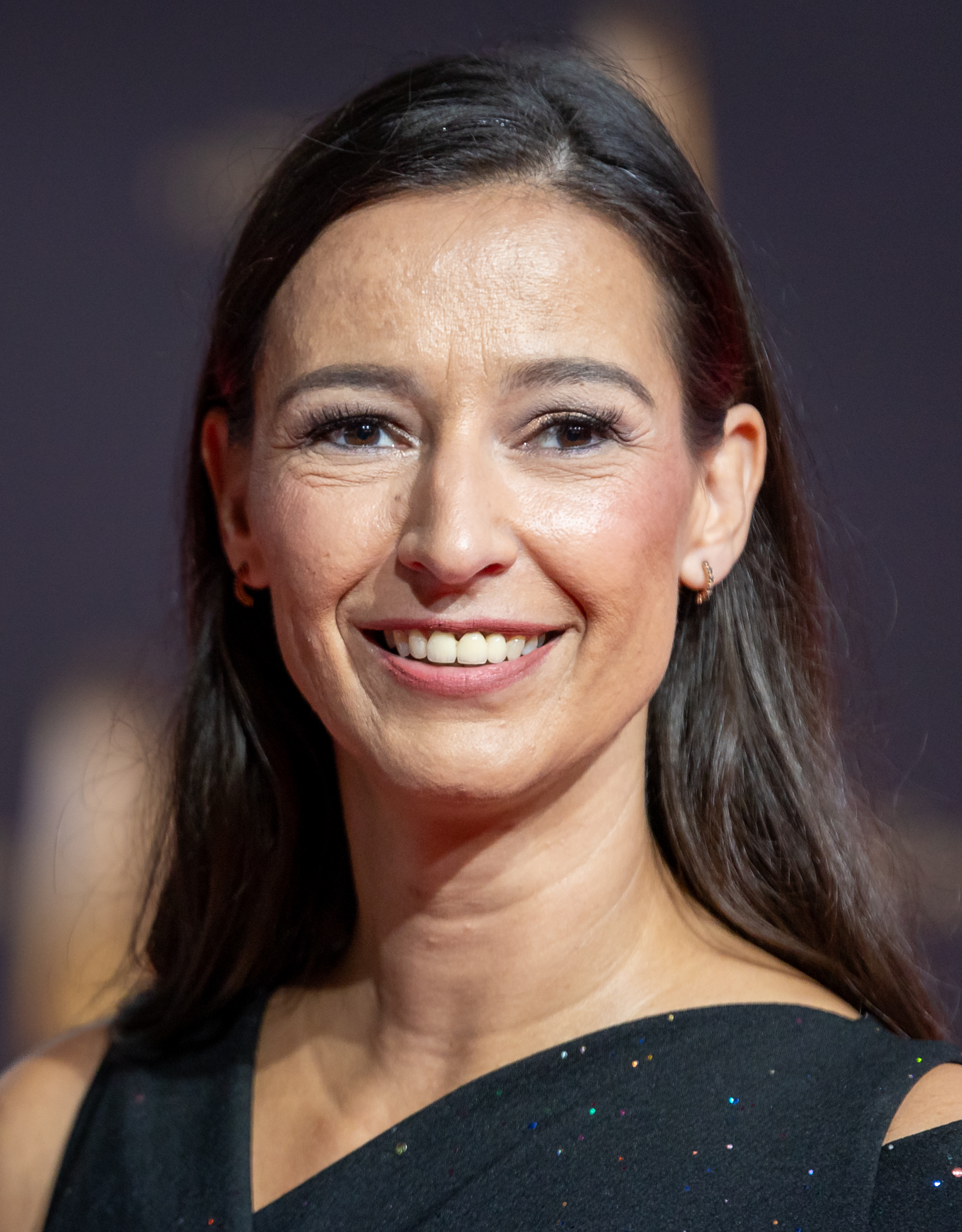
Pinar Atalay (2024)

Pinar Atalay ([ˈpɪnaɾˈatala͡j]; * 27. April 1978 in Lemgo) ist eine deutsche Hörfunk- und Fernsehmoderatorin.

## Leben und Karriere
Atalays Eltern waren 1972 als türkische Gastarbeiter aus Istanbul nach Bösingfeld – einem Ortsteil von Extertal – gekommen, wo sie mit einem jüngeren Bruder und einer Schwester aufwuchs.
Atalay besuchte die Grundschule Bösingfeld und das Gymnasium Barntrup. Nach dem Abitur führte Atalay ein Jahr lang eine Boutique in Lemgo. Anschließend bewarb sie sich als Praktikantin bei Radio Lippe. Hier arbeitete sie später als freie Mitarbeiterin und Volontärin. Danach war sie eine Zeit lang Frühmoderatorin bei dem Lokalradio Antenne Münster.
Im WDR Fernsehen moderierte Atalay regelmäßig die Sendung Cosmo TV, für ARD-aktuell Nachrichtenmagazine und Sondersendungen, unter anderem auch für Das Erste (beispielsweise den ARD-Brennpunkt). Außerdem war sie als Reporterin und Moderatorin im NDR Fernsehen, im Hörfunk des NDR sowie von Radio Bremen tätig. Ab 2010 moderierte sie die Phoenix Runde auf dem Sender Phoenix. Von März 2014 bis Mai 2021 moderierte sie die Tagesthemen, wo sie Caren Miosga und Ingo Zamperoni vertrat. Zudem führte sie ab Anfang 2014 durch das ARD-Wirtschaftsmagazin Plusminus.
Atalay wechselte Anfang August 2021 zu RTL und moderiert dort unter anderem RTL aktuell sowie das seit August 2021 ausgestrahlte RTL Direkt im Wechsel mit Lothar Keller.

## Privates
Atalay ist verheiratet und Mutter einer 2017 geborenen Tochter.

## Veröffentlichungen
- 2021: Schwimmen muss man selbst, Penguin Verlag, ISBN 978-3-328-60201-9